# Віліберг
Віліберг (нім. Wiliberg) — громада  в Швейцарії в кантоні Ааргау, округ Цофінген.

## Географія
Громада розташована на відстані близько 60 км на північний схід від Берна, 14 км на південь від Аарау.
Віліберг має площу 1,2 км², з яких на 11,7% дозволяється будівництво (житлове та будівництво доріг), 70,8% використовуються в сільськогосподарських цілях, 17,5% зайнято лісами, 0% не є продуктивними (річки, льодовики або гори).

## Демографія
2019 року в громаді мешкало 163 особи (+5,2% порівняно з 2010 роком), іноземців було 3,1%. Густота населення становила 139 осіб/км².
За віковим діапазоном населення розподілялося таким чином: 14,1% — особи молодші 20 років, 68,7% — особи у віці 20—64 років, 17,2% — особи у віці 65 років та старші. Було 72 помешкань (у середньому 2,3 особи в помешканні).
Із загальної кількості 43 працюючих 15 було зайнятих в первинному секторі, 7 — в обробній промисловості, 21 — в галузі послуг.